# Mike McNamara

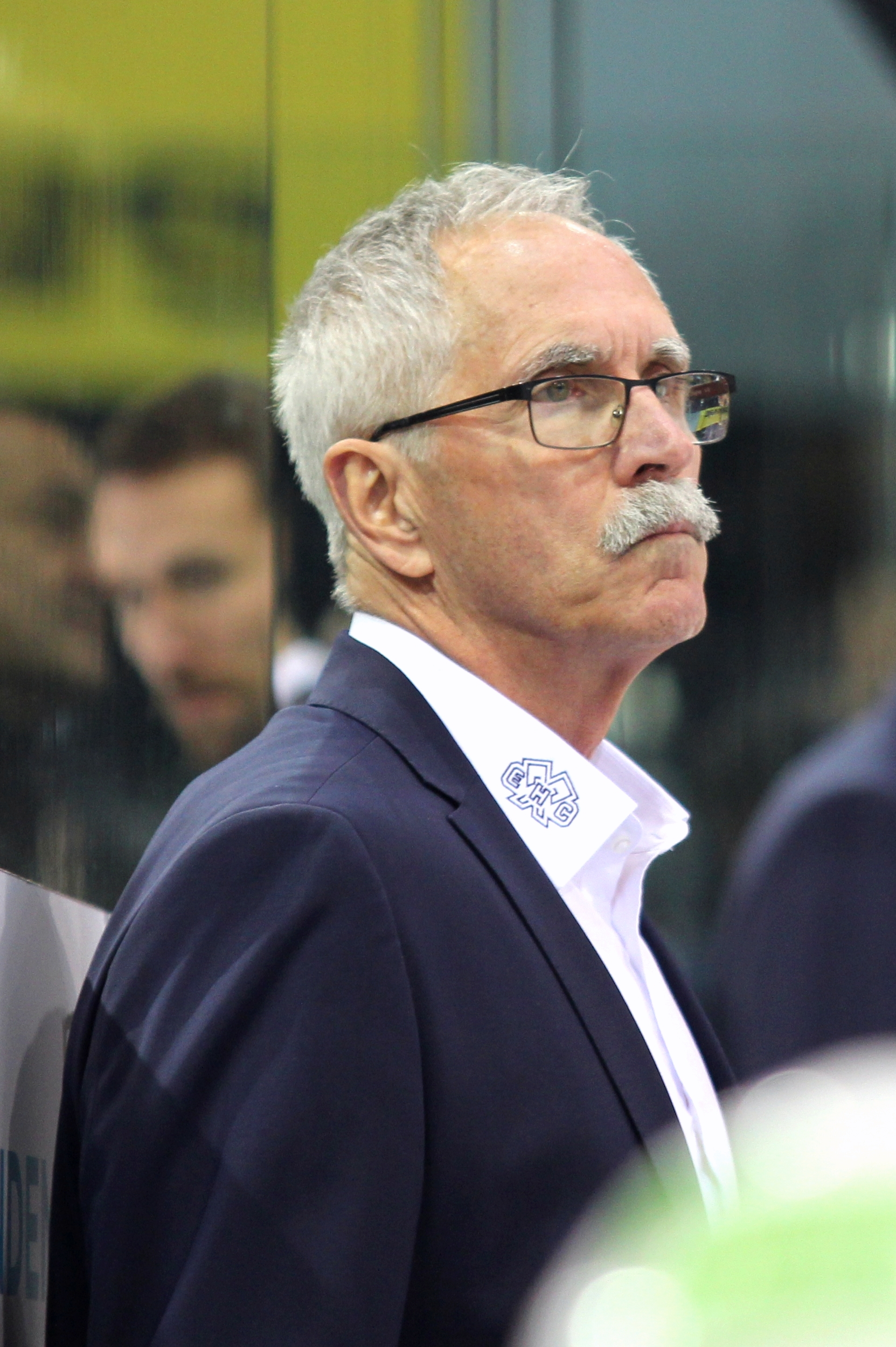
Mike McNamara

Mike McNamara (* 28. März 1949 in Montreal) ist ein kanadisch-US-amerikanischer Eishockeytrainer.

## Laufbahn
McNamara war während seiner Spielerkarriere zuerst in Nordamerika aktiv. Unter anderem absolvierte er 19 Partien für die Nordiques de Québec in der World Hockey Association. Anfang der 1980er Jahre kam er in die Schweiz, war in der Saison 1981/82 Cheftrainer beim Villars HC in der National League B und amtete ab 1983 als Co-Trainer beim HC Lugano (zunächst noch in einer Doppelrolle Co-Trainer/Spieler). 1986 und 1987 wurde er als «Co» mit Lugano Schweizer Meister.
Nach einer Saison als Cheftrainer beim EHC Dübendorf übernahm er 1988 denselben Posten bei Fribourg-Gottéron in der National League A. Dort blieb er bis 1990, in der Saison 1990/91 gehörte er als Assistent zum Trainerstab des EV Zug.
1992/93 leitete er den EHC Visp als Cheftrainer an, 1993/94 war er zunächst Trainer beim HC Ajoie, doch im November 1993 kam es zur Trennung. 1995 ging er nach Nordamerika zurück und arbeitete als Lehrer an einer internationalen Schule.
2006 war er wieder in der Schweiz und wurde in der Nachwuchsabteilung des HC Lugano tätig, in der Saison 2010/11 sprang er als Interimstrainer der NLA-Mannschaft ein, danach war er auch Assistenztrainer in Lugano.
Im November 2012 wechselte er zum Lausanne HC, war dort als Co-Trainer sowie ebenfalls in der Jugendarbeit beschäftigt. 2014 ging McNamara von Lausanne zum EHC Biel und war hier gleichfalls im Nachwuchsbereich tätig. Mitte November 2016 wurde er nach der Entlassung von Kevin Schläpfer als Interimstrainer der NLA-Mannschaft der Seeländer eingesetzt. Rund einen Monat später gab der Verein bekannt, McNamara bis zum Saisonende im Amt zu belassen. Er führte die Mannschaft in die Playoffs und erhielt im März 2017 einen neuen Vertrag bis 2018. Ende November 2017 wurde er als Cheftrainer des EHCB abgesetzt, nachdem es zuvor eine Negativserie mit nur einem Sieg aus vier Spielen gegeben hatte. Er blieb in Biel und wurde wenige Tage nach seiner Demission als Cheftrainer Leiter der Nachwuchsarbeit des Vereins. Zur Saison 2018/19 wurde er in Biel Stufenchef der Moskitos sowie Ausbildungschef.
Am 1. Juli 2020 entschied sich McNamara, den EHCB zu verlassen. Er wurde Assistenztrainer der HCB Ticino Rockets.